# پله مستقیم
پله مستقیم، یکی از رایج‌ترین نوع پله در مکان‌های مسکونی و تجاری می‌باشد.

مزایای پله مستقیم:

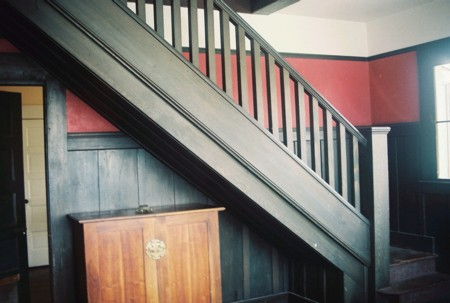

– در صنعت پله مستقیم را ساده‌ترین راه برای بالا و پایین رفتن می‌دانند. آن‌ها معمولاً ساده‌تر هستند اما باز هم این سادگی بستگی به جزئیات طراحی دارد. نصب این پله نیز ساده است؛ فقط کافیست در بالا و پایین (ابتدا و انتها) متصل شوند و نیازی به پشتیبانی میانی ندارند.
– با توجه به سادگی ذاتی آنها، برای خانه‌های کوچک بسیار مناسب هستند و با سبک معماری مینیمالیستی بسیار خوب هماهنگ می‌شوند.
– با انتخاب کف پله‌های نازک‌تر، ارتفاع پله‌های باز (منظور حذف عنصر پیشانی پله) و ورق‌های نازک فلزی، پلکان مستقیم می‌تواند شفاف تر و ساده‌تر از دیگر انواع پله باشد و کمتر مانع دید و نور شود.
– اگر تعداد پله سازه کمتر از ۱۶ عدد باشد یا ارتفاع عمودی کلی فضا کمتر از ۳٫۵ متر (۱۲ فوت) باشد، ضرورتی برای وجود پاگرد نیست.
– اندازه‌گیری برای ساخت نرده و پروسه ساخت نرده برای پله مستقیم نسبتاً آسان‌تر است.
معایب پلکان مستقیم:
– پلکان مستقیم از مقدار مناسبی فضای خطی استفاده می‌کند که می‌بایست این فضا در طراحی شما در نظر گرفته شود.
– تعدادی از انواع دیگر پله حریم خصوصی بین طبقات خانه شما به وجود می‌آورد اما پلکان مستقیم این حریم خصوصی را به شما پیشنهاد نمی‌کند.
– یک پله در ارتفاع ۳٫۵ متری (۱۲ فوت) به یک پاگرد میانی نیاز دارد. افزودن یک پاگرد به فضای بیشتری نیاز دارد و بنابراین این نوع پله به ندرت در فضای مسکونی مورد استفاده قرار می‌گیرند. شما این نوعپله مستقیم با پاگرد میانی را بیشتر در ساختمان‌های تجاری بزرگ خواهید دید.